# Vostochni (Kanevskaya, Krasnodar)
Vostochni (del ruso: Восточный) es un jútor del raión de Kanevskaya del krai de Krasnodar del sur de Rusia. Está situado en la orilla izquierda del río Albashí, 7 km al noroeste de Kanevskaya y 143 km al norte de Krasnodar, la capital del krai. Pertenece al municipio Novominskoye. Tenía 17 habitantes en 2010.